# Definitiva
Definitiva je trvalé ustanovení zaměstnance ve státní službě. Znamená, že pracovní či služební poměr je ze strany státu (zaměstnavatele) zásadně nevypověditelný.
Ve své čisté podobě se v současné době uplatňuje pouze v některých státech (např. Belgie, Francie, Německo, Rakousko) a většinou jen pro omezenou kategorii úředníků. 
Definitiva státních úředníků byla v Československu zrušena roku 1966.